# Жінка-завойовник
«Жінка-завойовник» (англ. The Woman Conquers) — американська драма режисера Тома Формана 1922 року.

## У ролях
- Кетрін Макдональд — Нінон Ле Компте
- Браянт Вошберн — Фредерік Ван Корт, III
- Мітчелл Льюїс — Лазар
- Джун Елвідж — Флора O'Хара
- Кларисса Селвінн — Жанетт Дюваль
- Борис Карлофф — Рауль Маріс